# کارل استالینگ
کارل استالینگ (انگلیسی: Carl W. Stalling؛ ۱۰ نوامبر ۱۸۹۱ – ۲۹ نوامبر ۱۹۷۲) موسیقی‌دان، آهنگساز و تنظیم‌کنندهٔ موسیقی اهل ایالات متحده آمریکا بود. وی بین سال‌های ۱۹۲۸ تا ۱۹۵۸ میلادی فعالیت می‌کرد.
عمده فعالیت او در زمینهٔ ساخت و تنظیم موسیقی برای آثار انیمیشن بود و بیشترین فعالیت وی برای مجموعه انیمیشن های لونی تونز و مری ملودیز در کمپانی برادران وارنر بود.

از فیلم‌ها یا مجموعه‌های تلویزیونی که وی در آن‌ها نقش داشته است می‌توان به دیوانه هواپیما، اسنافوی خصوصی، شایعه و جادوگر شهر از اشاره نمود.